# آلیا اتکینسون
آلیا اتکینسون (به انگلیسی: Alia Atkinson) (زادهٔ ۱۱ دسامبر ۱۹۸۸) شناگر اهل جامائیکا است.